# Liste der Naturdenkmale in Hennigsdorf
Die Liste der Naturdenkmale in Hennigsdorf enthält alle Naturdenkmale der brandenburgischen Stadt Hennigsdorf im Landkreis Oberhavel, welche durch Rechtsverordnung geschützt sind.
In den Spalten befinden sich folgende Informationen:
- Nr.: Identifizierungsnummer nach veröffentlichter Liste. Sie wird von der unteren Naturschutzbehörde des Landkreises oder der kreisfreien Stadt vergeben. Wenn sie bekannt ist, wird sie angegeben. In dieser Spalte kann sich zusätzlich das Wort Wikidata befinden, der entsprechende Link führt zu Angaben zu diesem Naturdenkmal bei Wikidata.
- Bezeichnung: Benennung des Naturdenkmals, in der Regel wird bei Bäume die Baumart genannt. Bekannte Eigennamen werden mit angegeben.
- Gemarkung: Ort oder Gemarkung, in der sich das Naturdenkmal befindet
- Lage: Nennt die Lage des Naturdenkmals im jeweiligen Ortsteil und die geografischen Koordinaten des Naturdenkmals. Link zu einem Kartenansichtstool, um Koordinaten zu setzen. In der Kartenansicht sind Naturdenkmale ohne Koordinaten mit einem roten beziehungsweise orangen Marker dargestellt und können in der Karte gesetzt werden. Denkmale ohne Bild sind mit einem blauen bzw. roten Marker gekennzeichnet, Denkmale mit Bild mit einem grünen beziehungsweise orangen Marker.
- Beschreibung: die Beschreibung des Naturdenkmales
- Schutzzweck: Erläutert den Grund der Unterschutzstellung
- Bild: Zeigt ein Bild des Naturdenkmales und gegebenenfalls ein Link zu weiteren Fotos im Medienarchiv Wikimedia Commons

## Hennigsdorf
| Bild                                    | Bezeichnung                 | Lage | Beschreibung | Schutzzweck | Nummer |
| --------------------------------------- | --------------------------- | --- | ------------ | ----------- | ------ |
| Weitere Bilder Fotos hochladen          | 2 Edelkastanien             | Hennigsdorf, Berliner Straße/Kreisverkehr; Flur 8, Flurstück 674 (52° 38′ 46,4″ N, 13° 12′ 17,7″ O)         |              |             | 87     |
| Weitere Bilder Fotos hochladen          | Eiche an der Kiefernstraße  | Hennigsdorf, Kiefernstraße; Flur 13, Flurstück 971 (52° 38′ 28,9″ N, 13° 11′ 30,2″ O)                       |              |             | 88     |
| Direkt Bild zu diesem Denkmal hochladen | Friedenseiche               | Hennigsdorf, auf der Straße vor der Kirche ()                                                               |              |             | 89     |
| Weitere Bilder Fotos hochladen          | Götterbaum                  | Hennigsdorf, Fontanestraße 37–39; Flur 7, Flurstück 218 (52° 38′ 42,1″ N, 13° 12′ 5,5″ O)                   |              |             | 90     |
| Direkt Bild zu diesem Denkmal hochladen | Kiefer-Föhre                | Hennigsdorf, Parkstraße, Nähe Rathenau-Straße ()                                                            |              |             | 91     |
| Direkt Bild zu diesem Denkmal hochladen | Kieferngruppe, 10 Exemplare | Hennigsdorf, auf dem Schulhof des ehemaligen Gymnasiums Parkstraße ()                                       |              |             | 92     |
| Weitere Bilder Fotos hochladen          | Königseiche                 | Hennigsdorf, Stadtpark, Nähe Fritz-Reuter-Straße; Flur 14, Flurstück 6/27 (52° 38′ 7,6″ N, 13° 11′ 21,7″ O) |              |             | 93     |
| Fotos hochladen                         | Stieleiche                  | Hennigsdorf, Berliner Straße 49, alte Schmiede; Flur 8, Flurstück 398 (52° 38′ 21,1″ N, 13° 12′ 32,1″ O)    |              |             | 94     |
| Weitere Bilder Fotos hochladen          | Stieleiche                  | Hennigsdorf, Fasanenstraße, an der Gaststätte; Flur 4, Flurstück 2 (52° 38′ 17,2″ N, 13° 11′ 31,2″ O)       |              |             | 95     |
| Weitere Bilder Fotos hochladen          | Stieleiche                  | Hennigsdorf, Neuendorfstraße/Bahnbrücke; Flur 1, Flurstück 249 (52° 38′ 6,8″ N, 13° 12′ 27,7″ O)            |              |             | 96     |
| Direkt Bild zu diesem Denkmal hochladen | Stieleiche                  | Hennigsdorf, Stadtpark, südlich des Friedhofs; Flur 14, Flurstück 6/27 ()                                   |              |             | 97     |
| Direkt Bild zu diesem Denkmal hochladen | Rüster                      | Hennigsdorf, an der Parkstraße, ca. 80 m von der Schönwalder Straße ()                                      |              |             | 98     |

## Ehemalige Naturdenkmale
| Bild | Bezeichnung  | Lage                                                                                                | Beschreibung                         | Schutzzweck | Nummer |
| ---- | ------------ | --------------------------------------------------------------------------------------------------- | ------------------------------------ | ----------- | ------ |
| BW   | Zirbelkiefer | Hennigsdorf, Karl-Liebknecht-Straße 72; Flur 14, Flurstück 162/9 (52° 37′ 36,5″ N, 13° 11′ 37,4″ O) | Stand Juni 2024 nicht mehr vorhanden |             | 86     |
| BW   | Zypresse     | Hennigsdorf, Am Hirschwechsel; Flur 13, Flurstück 182 (52° 38′ 59,8″ N, 13° 11′ 31,9″ O)            | Stand Juni 2024 nicht mehr vorhanden |             | 99     |